# جغرافیای زبانی
جغرافیای زبانی بیشتر حوزه پژوهش در رشته زبان‌شناسی است تا رشته جغرافیا. برخی مفاهیم زبان‌شناسی با جغرافیای زبانی در ارتباطند:
مرز زبانی: یک مرز زبانی (به انگلیسی: Language Border) خطی است که منطقهٔ دو زبان را از هم جدا می‌کند.
زنجیرهٔ گویشی: یک طیف از لهجه‌های یک نیازبان را می‌گویند که در یک منطقه جغرافیایی یک خانوادهٔ زبانی را تشکیل می‌دهند.